# Plano de Madrid y pueblos colindantes al empezar el siglo XX

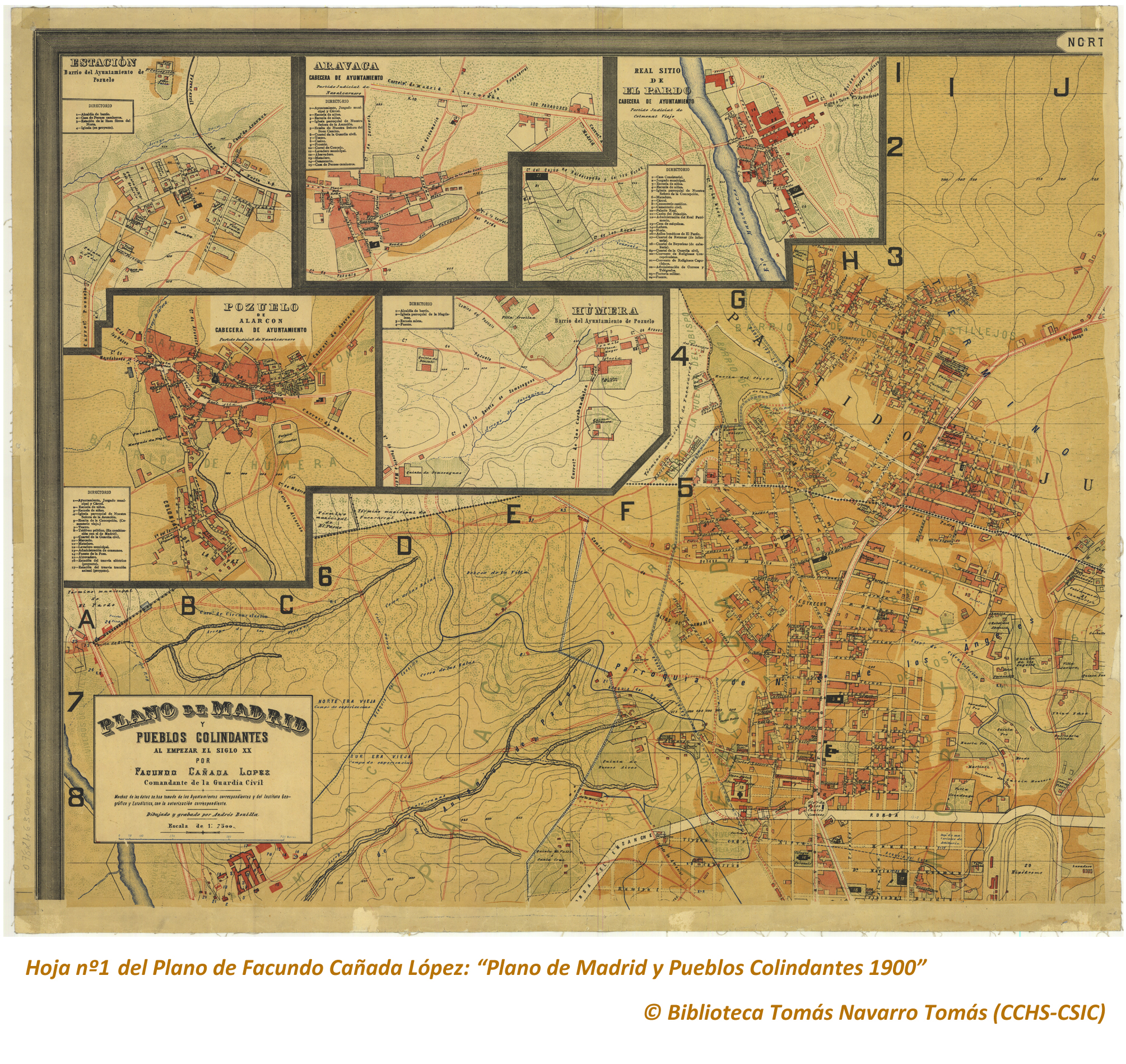
Hoja 1 del Plano de Madrid en 1900, obra de Facundo Cañada López. Edición digital de la Biblioteca Tomás Navarro Tomás.

El Plano de Madrid y pueblos colindantes al empezar el siglo XX, también conocido como plano de Facundo Cañada, su autor en 1900, cartógrafo y militar español, comandante de la Guardia Civil que participó en la Guerra Hispano-Estadounidense.
Fue realizado a escala 1/7.500, componiendo sus seis hojas una superficie total de 1,44 x 1,77 metros. Se trata del primer plano que representa no solo la ciudad de Madrid sino el conjunto de localidades de su entorno a principios de siglo xx.
En mayo de 1902 se le concedió el Gran Premio Internacional de Industria, Comercio y Ciencias de Madrid y el Diploma de Honor de la Exposición de Caligrafía, pendolística y similares, celebrada ese mismo año en la capital de España.

## Datos técnicos y estadísticos
Según reza la descripción física del plano escrita por su autor: «El plano consta de 6 hojas, cada una de las cuales mide 59 cm de altura por 72 cm de ancho (de trabajo, por supuesto, nada de anchos de cenefas), y, por lo tanto, al unirlas forman un plano que mide 1,44 metros de ancho y 1,77 de alto y las márgenes en blanco: se está tirando escrupulosamente en ocho colores y en superior papel...» Contiene descripción cartográfica de Madrid y los pueblos colindantes de Aravaca, Canillas, Canillejas, Carabanchel Alto, Carabanchel Bajo, Chamartín de la Rosa, El Pardo (Real Sitio), Fuencarral, Getafe, Hortaleza, Leganés, Pozuelo de Alarcón, con sus barrios de Húmera y Estación; Vallecas, Vicálvaro, Villaverde, etc., en el inicio del siglo xx. El plano iba acompañado de «una Guía, con el Directorio de Madrid y otras notas aclaratorias».
El propio Cañada anotó que en el momento de levantar el plano la superficie del término municipal de Madrid era de «821.189.581 pies cuadrados, equivalentes a 18.621 fanegas del marco de Madrid o sean 6475 hectáreas y 54 áreas; resultando de dicha superficie una proporción de 120,52 metros cuadrados por habitante, pues estos son 528.984, según el último empadronamiento general verificado en 1º de Diciembre de 1900».

## Conmemoraciones
El 26 de febrero de 1997, el Círculo de Amigos de la Cartografía y el Departamento de Geografía e Historia de la Universidad Complutense de Madrid, celebraron en la Casa de la Panadería de Madrid, el primer Centenario del Plano y Guía de Madrid y de Pueblos Colindantes. 